# 布丽特·斯特兰德贝里
布丽特·斯特兰德贝里（瑞典語：Britt Strandberg，1934年3月31日—），瑞典女子越野滑雪运动员。她曾代表瑞典参加1960年、1964年和1968年冬季奥林匹克运动会越野滑雪比赛，共获得一枚金牌和二枚银牌。